# Ruijters Eaters
Snackpoint Eaters Limburg Geleen je profesionální nizozemský hokejový tým z Geleenu. Byl založen v roce 1968, těsně po otevření kluziště Geleen. Domácím stadionem je Glanerbrook Ijshal s kapacitou 1200 diváků.

## Historie
Klub byl založen jako Smoke Eaters Geleen v roce 1968, a odehrál svůj první zápas proti Amsterdamu 2. listopadu 1968. Poprvé soutěžil v Eredivisie v roce 1971 a účastnil se většiny jeho sezón. V sezóně 1992/93 hrál klub v Evropském hokejovém poháru (Villach 1:5 a Dinamo Minsk 2:1). V sezóně 2012/13 hrál klub Kontinentální pohár (Landshut 2:4, Belfast 1:11, Miercurea Ciuc 3:2). Od roku 2015 hraje tým v BeNe League.

## Úspěchy
- Eredivise 2012
- Nizozemský pohár - 2× (1993, 2010)
- Eerste Divisie - 3× (1979, 1998, 1999)
- Coupe der Lage Landen - 2× (1998, 1999)

## Vývoj názvů týmu
- 1968 - Smoke Eaters Geleen
- 1999 - Ruijters Eaters Geleen
- 2013 - Noptra Eaters Geleen
- 2014 - Laco Limburg Eaters Geleen (oficiální)
- 2018 - Microz Eaters Limburg
- 2020 - Snackpoint Eaters Limburg Geleen

## Vyvěšená čísla
15 - Marcel Houben
79 - Lambert Keulen

## Nejlepší hráči
- Marcel Houben
- Lambert Keulen
- Lars van Sloun
- Nathan Daly
- Benjamin Finkenrath
- Brian McGary
- Mike Pellegrims